# Тіло в бібліотеці
«Тіло в бібліотеці» (в іншому перекладі — «Труп у бібліотеці», англ. The Body in the Library) — детективний роман англійської письменниці Агати Крісті із серії творів про міс Марпл, вперше опублікований 1942 року.

## Сюжет
Подружжя Бантрі ранком розбуджені схвильованими слугами — покоївка знайшла в бібліотеці труп молодої блондинки у вечірній сукні! Дівчина була задушена, за заявою лікаря, у цю ніч, до опівночі. Вбита не знайома нікому в будинку — ні полковникові Бантрі, ні місис Бантрі, ні дворецькому, ні слугам. Прибула поліція починає розслідування. Одночасно із цим місис Бантрі запрошує свою стару подругу, міс Марпл, щоб та глянула на місце події. Високо цінуючи розум міс Марпл, місис Бантрі впевнена, що та знайде розгадку дивної події.

## Дієві особи
- Міс Джейн Марпл.
- Пелк — констебль Сент-Мері-Мід.
- Мелчетт — полковник поліції, головний констебль графства, друг полковника Бантрі.
- Артур Бантрі — полковник у відставці, власник будинку, у якому виявили тіло.
- Доллі Бантрі — дружина полковника Бантрі, одна з подруг міс Марпл.
- Безил Блейк — парубок, що недавно оселився в Сент-Мері-Мід.
- Джозефіна Тернер — кузина вбитої.
- Конвей Джефферсон — літній бізнесмен, у минулому втратив у катастрофі дочку й сина, а сам залишився інвалідом (пересувається на колясці). Проте, залишається успішним і дуже багатим бізнесменом.
- Марк Гаскелл — зять Джефферсона.
- Аделаїда Джефферсон — невістка Джефферсона.
- Піт — син Аделаїди від першого шлюбу.

## Екранізації
- 1984 — Роман екранізовано у рамках серіалу «Міс Марпл» телекомпанії BBC, з Джоан Гіксон у головній ролі.
- 2004 — Роман екранізовано у рамках серіалу «Міс Марпл Агати Крісті» телекомпанії ITV, у головній ролі Джеральдін Мак-Еван. У цій екранізації при збереженні основного мотиву злочину кардинально змінено кінцівку: злочинцями стають Джозі та Аделаїда, які виявляються закоханими одна в одну лесбійками.